# Ariza
Ariza – gmina w Hiszpanii, w prowincji Saragossa, w Aragonii, o powierzchni 103,08 km². W 2011 roku gmina liczyła 1227 mieszkańców.
W miejscowości jest stacja kolejowa Ariza.